# واکنش افزایشی الکترون دوست

واکنش افزایشی الکترون دوست در مولکول اتیلن.

واکنش افزایشی الکترون دوست(به انگلیسی: Electrophilic addition) گونه‌ای از واکنش‌های شیمیایی افزایشی در ترکیبات آلی است که طی آن یک پیوند پی شکسته و دو پیوند سیگما ایجاد می‌شود.در نتیجه وجود پیوند دوگانه یا سه گانه برای ایجاد چنین واکنش‌هایی الزامی است.